# Česká Skalice (nádraží)
Česká Skalice je železniční stanice ve východní části stejnojmenného města v okrese Náchod v Královéhradeckém kraji nedaleko řeky Úpy, v těsné blízkosti Vodní nádrže Rozkoš. Leží na neelektrizované jednokolejné trati Jaroměř–Trutnov.

## Historie
Stanice byla vybudována jakožto součást Jihoseveroněmecké spojovací dráhy (SNDVB), autorem univerzalizované podoby původní stanice byl pravděpodobně architekt Franz Reisemann, který navrhoval většinu výpravních budov této dráhy. Práce zajišťovala brněnská stavební firmy bratří Kleinů a Vojtěcha Lanny. 1. května 1859 byl se skalickým nádražím uveden do provozu celý nový úsek trasy z Jaroměř do Malých Svatoňovic, odkud byla trať 1. srpna 1868 prodloužena dále přes Trutnov do Královce na hranici s Pruskem.
Po zestátnění SNDVB v roce 1908 pak obsluhovala stanici jedna společnost, Císařsko-královské státní dráhy (kkStB), po roce 1918 pak správu přebraly Československé státní dráhy.

## Popis
Nachází se zde tři nekrytá jednostranná nástupiště, přístup na vnitřní nástupiště je prostřednictvím přechodů přes koleje.